# 2328 Robeson
2328 Robeson este un asteroid din centura principală, descoperit pe 19 aprilie 1972 de Tamara Smirnova.